# GodsWar Online
Gods War Online este un joc MMORPG creat de către IGG în anul 2008.

## În joc
Scopurile jocului sunt:
1. de a atinge un nivel cât mai mare, câștigând experiență prin uciderea monștrilor, folosirea anumitor pietre, participarea la evenimente ș.a.
2. de a deveni cât mai puternic, rafinând echipamentul, folosind pietre, alocând puncte de talent, luând un animal etc.

## Lista evenimentelor
Toate evenimentele din acest joc sunt:
1. Intră in eveniment
2. Zona blestemată
3. Câmpul de bătălie din Munții Pindului
4. Refacerea Siciliei
5. Ținutul Comorilor
6. Labirintul Herei
7. Harta Comorii
8. Asasinarea Consulului
9. Ferma Lelantinei
10. Câmpul de bătălie din Valea Mini
11. Labirintul lui Pan
12. Darurile lui Zeus
13. Căutarea cărților pierdute
14. Maratonul Gods War
15. Trimițând materiale de război
16. Invadarea spionilor
17. Tragica expediție troiană